# Huarmaca
Huarmaca es una localidad peruana, capital del distrito homónimo, ubicada en la provincia de Huancabamba del departamento de Piura, al norte del Perú. En el 2017 tenía una población de 3477 habitantes según el INEI.